# Лорена (Сан-Паулу)
Лорена (порт. Lorena)  —  муниципалитет в Бразилии, входит в штат Сан-Паулу. Составная часть мезорегиона Вали-ду-Параиба-Паулиста. Входит в экономико-статистический  микрорегион Гуаратингета. Население составляет 87 109 человек на 2007 год. Занимает площадь 395,776 км². Плотность населения — 211,4 чел./км².

## История
Город основан 14 ноября 1788 года.

## Статистика
- Валовой внутренний продукт на 2003 составляет 634.561.968,00 реалов (данные: Бразильский институт географии и статистики).
- Валовой внутренний продукт на душу населения на 2003 составляет 7.824,73 реалов (данные: Бразильский институт географии и статистики).
- Индекс развития человеческого потенциала на 2000 составляет 0,807 (данные: Программа развития ООН).

## География
Климат местности: горный тропический.